# Cerb cu coadă albă
Cerbul cu coadă albă (Odocoileus virginianus), este o specie de cerb de talie medie, originară din America de Nord, America Centrală și America de Sud, până în sudul Peru și Bolivia unde locuiește cu precădere pe terenurile muntoase înalte din Anzi. Săecia a fost introdusă în Noua Zeelandă, în toate Antilele Mari din Caraibe (Cuba, Jamaica, Hispaniola și Puerto Rico) și în unele țări din Europa, cum ar fi Republica Cehă, Finlanda, Franța, Germania, România și Serbia. În America, este cea mai răspândită ungulată sălbatică.

## Taxonomie
În America Centrală și de Sud există un număr complex de subspecii de cerbi cu coadă albă, care se găsesc din Guatemala până în sud, în Peru. Această listă de subspecii de cerbi este mai exhaustivă decât lista subspeciilor nord-americane, iar numărul de subspecii este, de asemenea, discutabil. Cu toate acestea, populațiile de cerbi cu coadă albă din aceste zone sunt dificil de studiat, din cauza vânătorii excesive în multe părți și a lipsei de protecție. În unele zone nu mai există cerbi, astfel încât evaluarea diferenței genetice a acestor animale este dificilă.

### Subspecii
Există 26 de subspecii; 17 dintre acestea sunt prezente în America de Nord, ordonate alfabetic.

#### America de Nord și Centrală
- O. v. acapulcensis – coasta sudică a Mexicului
- O. v. borealis – cerb cu coadă albă nordică (cel mai mare și mai închis la culoare dintre cerbii cu coadă albă)
- O. v. carminis – cerb cu coadă albă din Munții Carmen (granița Texas-Mexic)
- O. v. chiriquensis – Panama
- O. v. clavium – cerb cu coadă albă din Florida Keys
- O. v. couesi –  cerb cu coadă albă din Arizona
- O. v. dacotensis – cerb cu coadă albă din Dakota (distribuția cea mai nordică, rivalizează cu cerbul cu coadă albă din nord ca mărime)
- O. v. hiltonensis – Hilton Head Island
- O. v. leucurus – cerb columbian cu coadă albă (Oregon și zona de coastă vestică)
- O. v. macrourus – Kansas
- O. v. mcilhennyi – insula Avery
- O. v. mexicanus – Mexic central
- O. v. miquihuanensis – nordul și centrul Mexicului
- O. v. nelsoni – din sudul Mexicului până în Nicaragua
- O. v. nemoralis – cerb cu coadă albă din Nicaragua
- O. v. oaxacensis – sudul Mexicului
- O. v. ochrourus – cerb cu coadă albă din nord-vest sau cerb cu coadă albă din nordul Munților Stâncoși
- O. v. osceola – Florida
- O. v. rothschildi – Insula Coiba, Panama
- O. v. seminolus – Florida
- O. v. sinaloae – sudul Mexicului
- O. v. taurinsulae – Insula Bull Island, Carolina de Sud
- O. v. texanus – Texas
- O. v. thomasi – sudul Mexicului
- O. v. toltecu – din sudul Mexicului până în El Salvador
- O. v. venatorius – Insula Hunting, Carolina de Sud
- O. v. veraecrucis – coasta de est a Mexicului
- O. v. virginianus – Virginia
- O. v. yucatanesis – nordul Yucatán, Mexic

#### America de Sud
- O. v. cariacou – Guiana Franceză și nordul Braziliei
- O. v. curassavicus – Curaçao
- O. v. goudotii – Columbia (Anzi) și vestul Venezuelei
- O. v. gymnotis – cerb cu coadă albă din America de Sud (jumătatea nordică a Venezuelei, inclusiv regiunea Llanos din Venezuela)
- O. v. margaritae – Insula Margarita
- O. v. nemoralis – cerb cu coadă albă din Nicaragua
- O. v. peruvianus – cerb cu coadă albă sud-american sau cerb cu coadă albă andin
- O. v. tropicalis – Peru și Ecuador (posibil Columbia)
- O. v. ustus – Ecuador (posibil sudul Columbiei și nordul Peru)

## Caracteristici

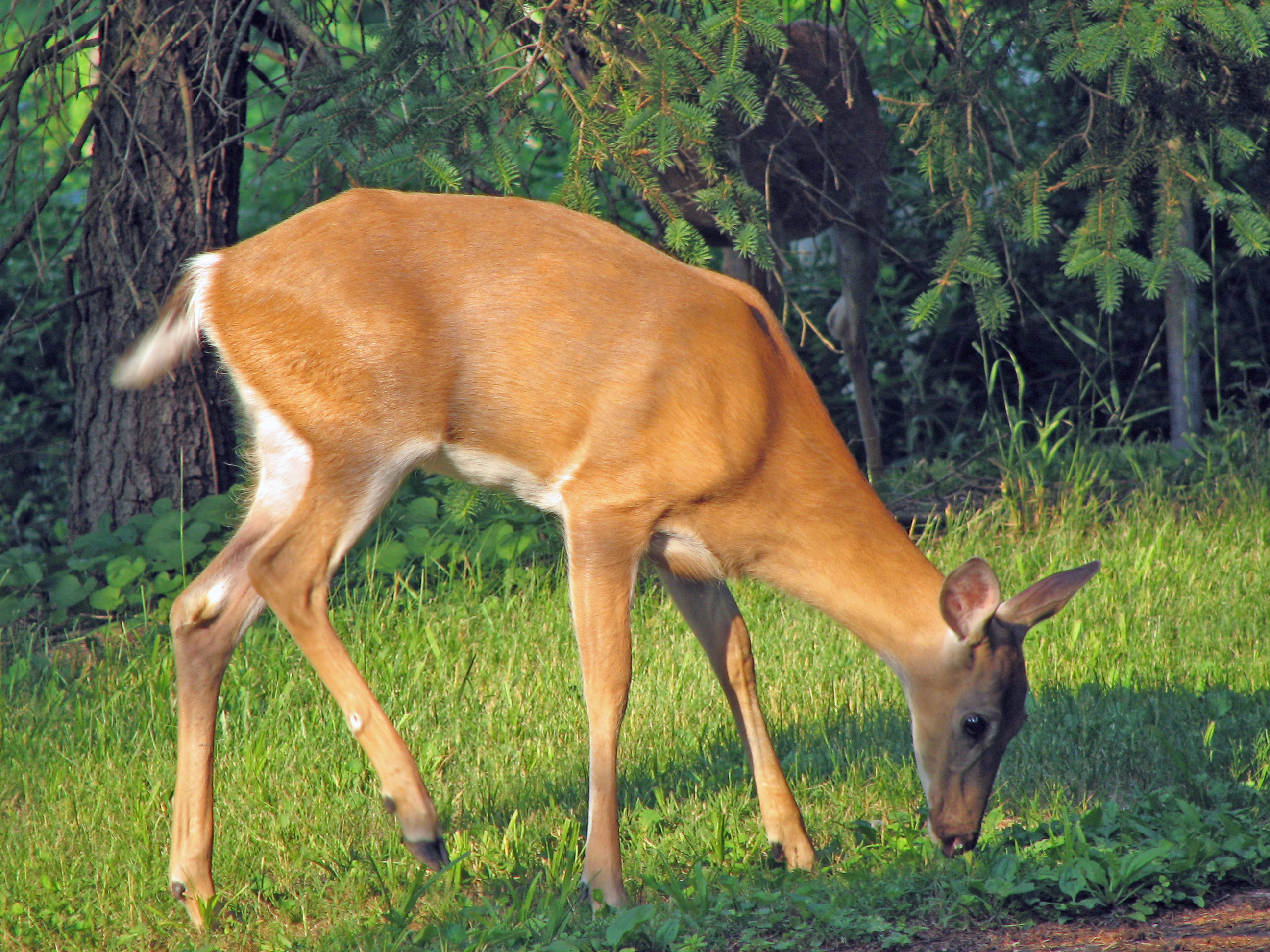
Femelă în haină de vară

Blana cerbului cu coadă albă este brun-roșiatică primăvara și vara, iar toamna și iarna devine gri-maronie. Cerbul cu coadă albă poate fi recunoscut după partea inferioară albă caracteristică a cozii sale. Își ridică coada atunci când este alarmat pentru a avertiza prădătorul că a fost detectat.
Un indiciu al vârstei unui cerb este lungimea botului și culoarea blănii, iar cerbii mai bătrâni au tendința de a avea botul mai lung și blana mai gri.
O populație de cerbi cu coadă albă din New York este în întregime albă, cu excepția nasului și a copitelor – nu este albinoasă. Fostul Depozit al Armatei Seneca din Romulus, New York, are cea mai mare concentrație cunoscută de cerbi albi. Eforturile puternice de conservare au permis cerbilor albi să se dezvolte în limitele depozitului.

Cerbul cu coadă albă are o mărime foarte variabilă, urmând în general atât regula lui Allen, cât și regula lui Bergmann, conform căreia mărimea medie este mai mare cu cât se îndepărtează mai mult de ecuator. Masculul nord-american cântărește de obicei între 68 și 136 kg, dar au fost înregistrați cerbi maturi de peste 180 kg în cele mai nordice zone ale arealului lor de origine, și anume Minnesota, Ontario și Manitoba. În 1926, Carl J. Lenander Jr. a capturat în apropiere de Tofte, Minnesota, un cerb cu coada albă care cântărea 183 kg după ce i-au fost îndepărtate organele interne și s-a estimat că avea  232 kg în viață.

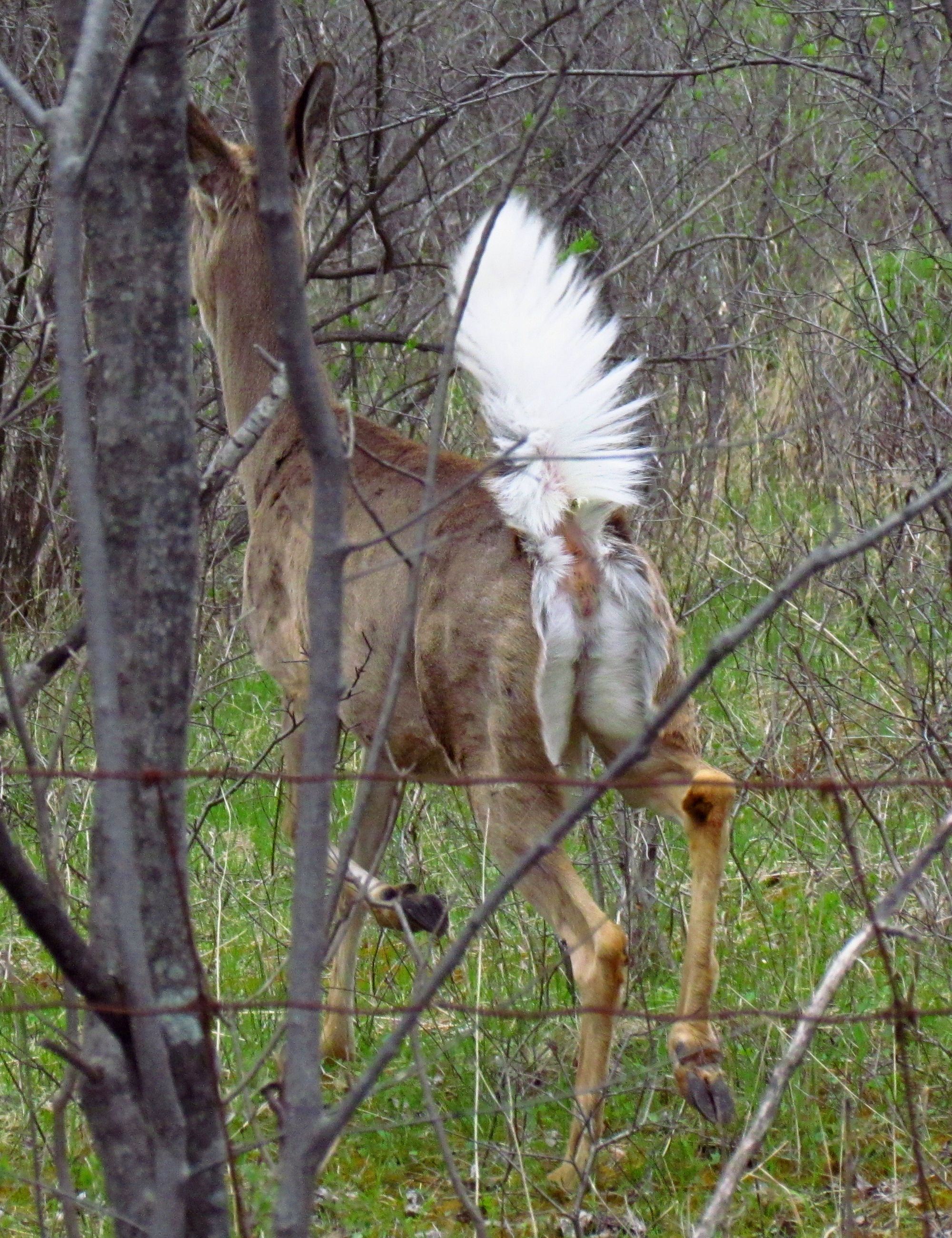
Femelă cu coada în poziție de alarmă

 În America de Nord, femela (căprioară) cântărește de obicei între 40 și 90 kg. Cerbii cu coadă albă de la tropice și din Florida Keys au un corp sensibil mai mic decât populațiile din zonele temperate, având o greutate medie de 35-50 kg. Cerbii cu coadă albă din Anzi sunt mai mari decât alți cerbi tropicali din această specie și au o blană groasă, cu aspect ușor lânos. Lungimea variază între 95 și 220 cm, inclusiv coada de 10 până la 37 cm, iar înălțimea umerilor este de 53 până la 120 cm. Incluzând toate rasele, greutatea medie de vară a masculilor adulți este de 68 kg și de 45 kg la femelele adulte. Este printre cele mai mari specii de cerbi din America de Nord și cea mai mare din America de Sud.
Căprioarele au o vedere dicromatică (bicoloră) cu albastru și galben culori primare; oamenii au în mod normal o vedere tricromatică. Astfel, căprioarele disting slab portocaliul și roșul care ies atât de bine în evidență la oameni, ceea ce face foarte convenabilă utilizarea culorii portocalii de vânătoare de căprioare drept o culoare de siguranță pe șepci și haine pentru a evita împușcăturile accidentale în timpul sezonului de vânătoare. Pupila cu fantă orizontală a cerbului cu coadă albă permite o bună vedere pe timp de noapte și o bună vedere colorată în timpul zilei. Cerbul cu coada albă procesează imaginile vizuale într-un ritm mult mai rapid decât oamenii și are o vedere mai bună la detectarea mișcărilor în condiții de lumină slabă.
Masculilor le cresc din nou coarnele în fiecare an. Aproximativ una din 10.000 de femele are, de asemenea, coarne. Lungimea și ramificarea coarnelor sunt determinate de nutriție, vârstă și genetică. Cerbii sănătoși din unele zone care sunt bine hrăniți pot avea coarne cu ramificații de opt vârfuri încă de la vârsta de un an și jumătate. Deși dimensiunea coarnelor crește de obicei odată cu vârsta, caracteristicile coarnelor (de exemplu, numărul de puncte, lungimea sau grosimea coarnelor) nu sunt, în general, indicatori buni ai vârstei masculului, deoarece dezvoltarea coarnelor este influențată de mediul local. Nevoile nutriționale individuale ale cerbului pentru creșterea coarnelor depind de regimul alimentar al acestuia, în special de aportul de proteine.

## Galerie

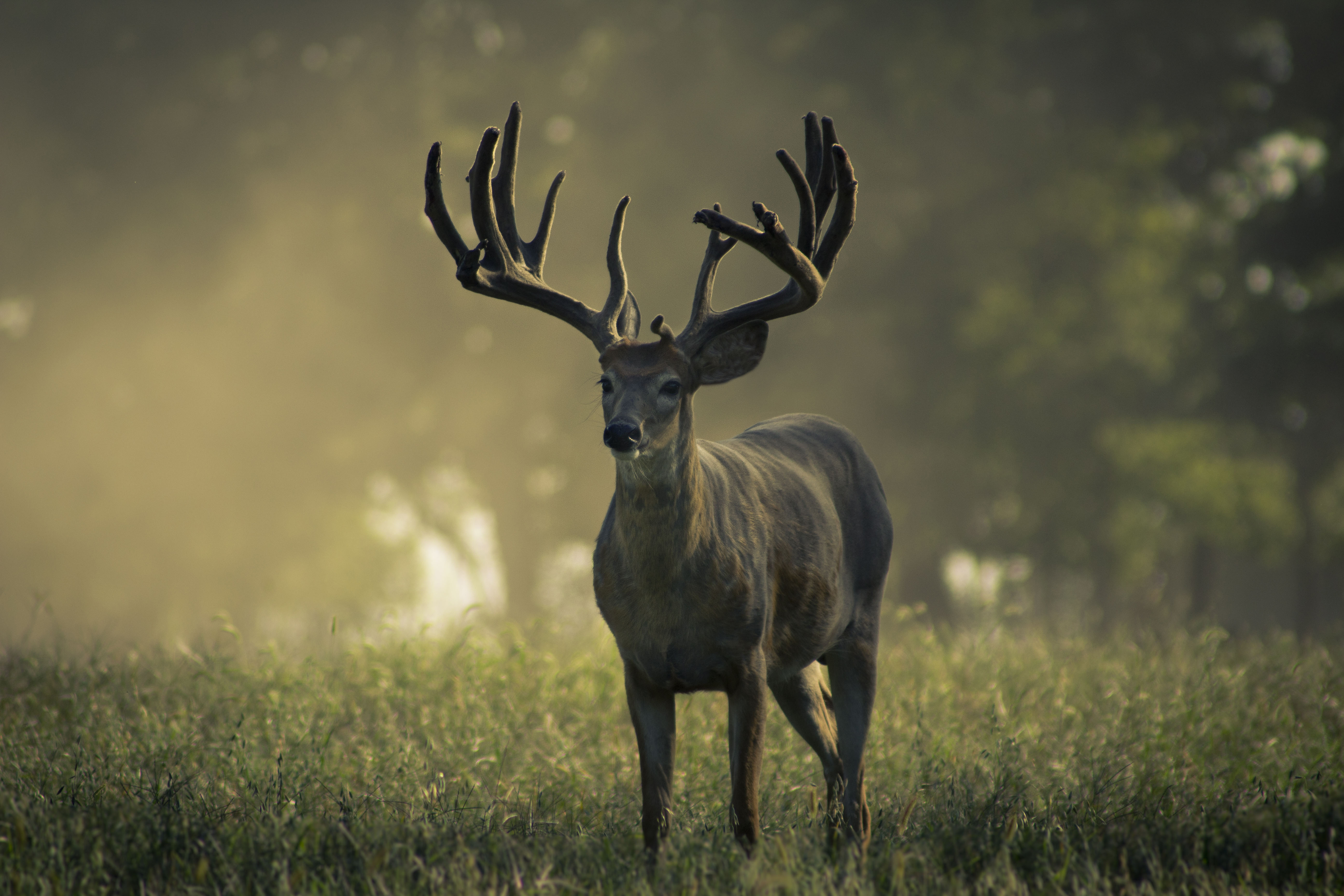
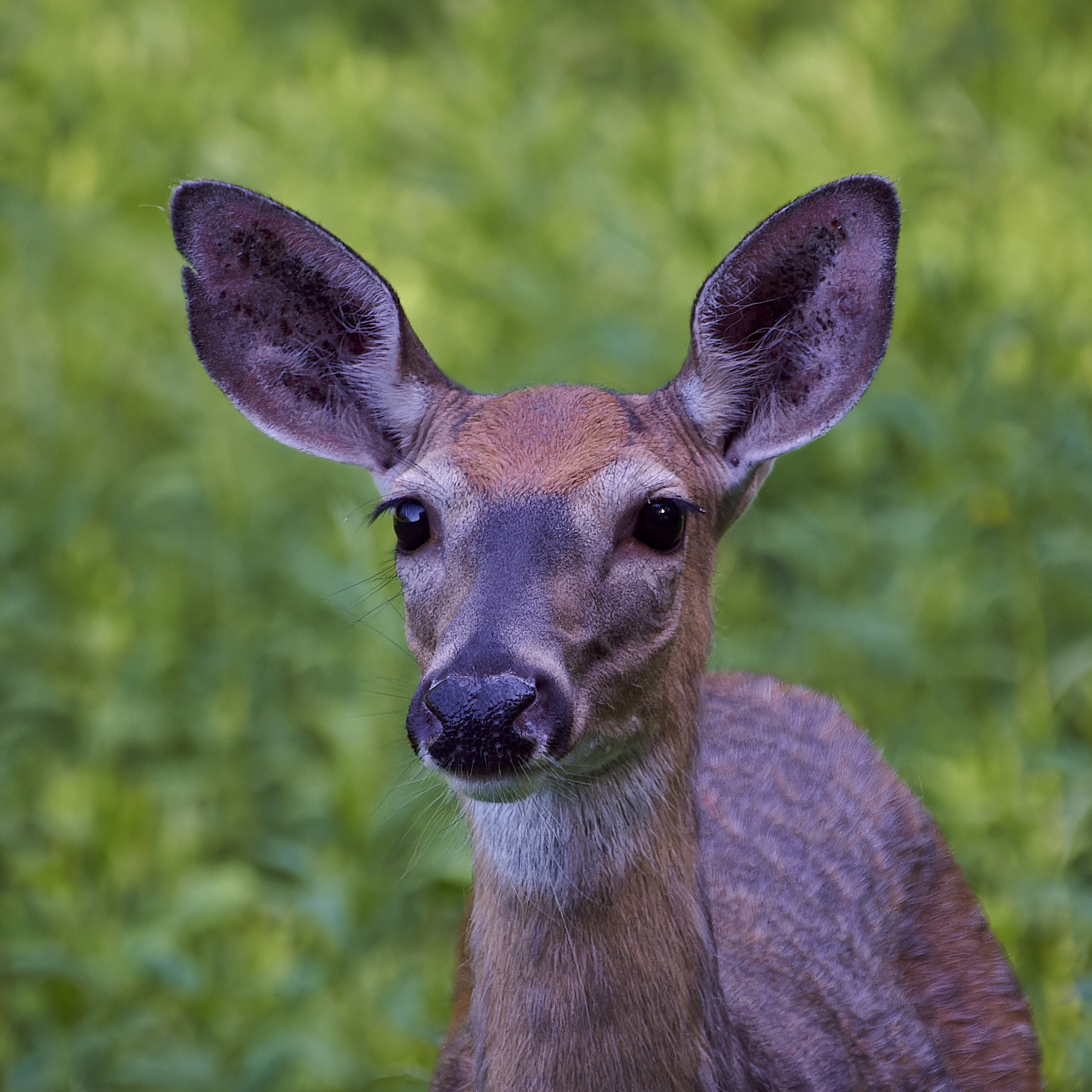
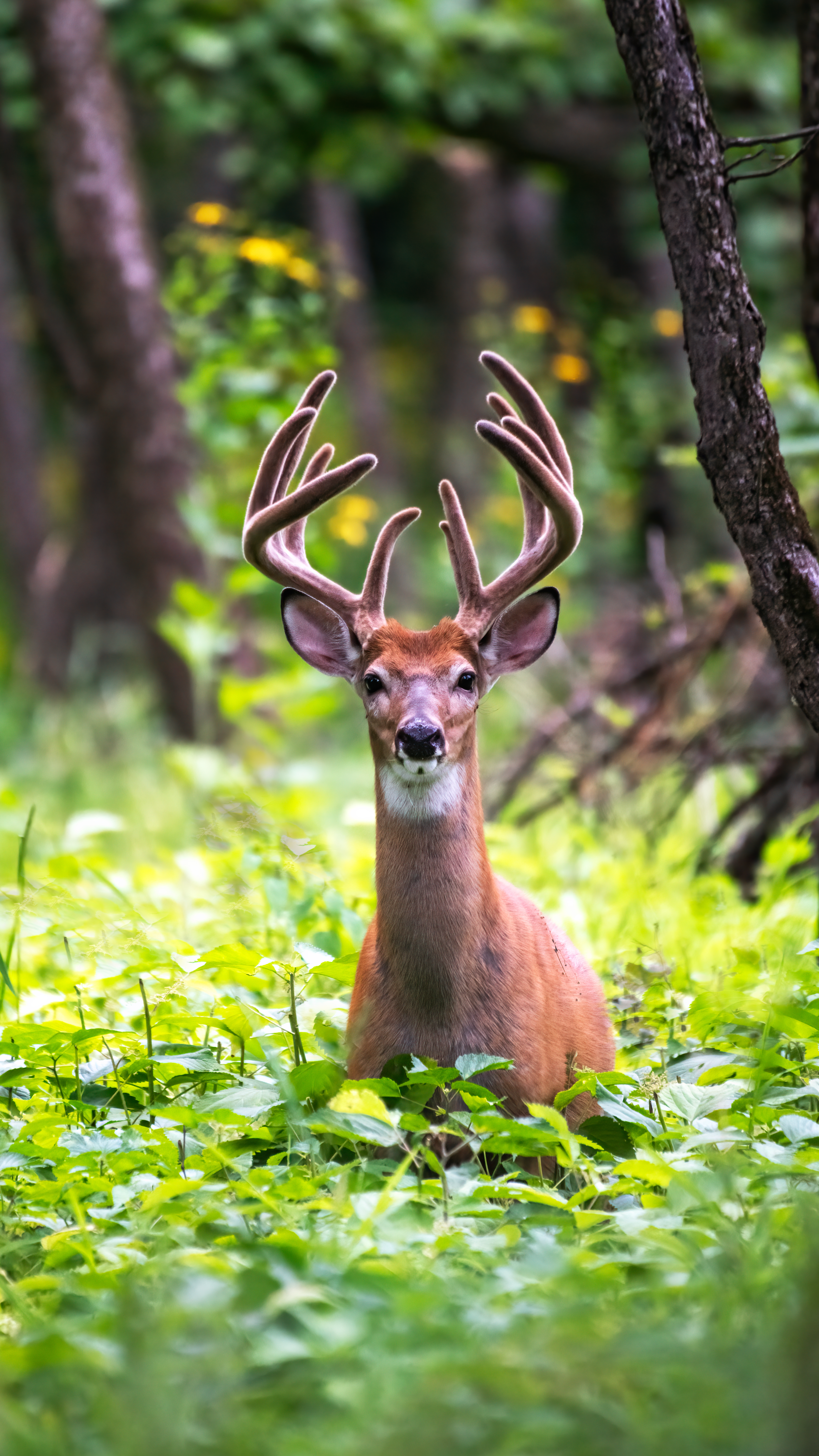
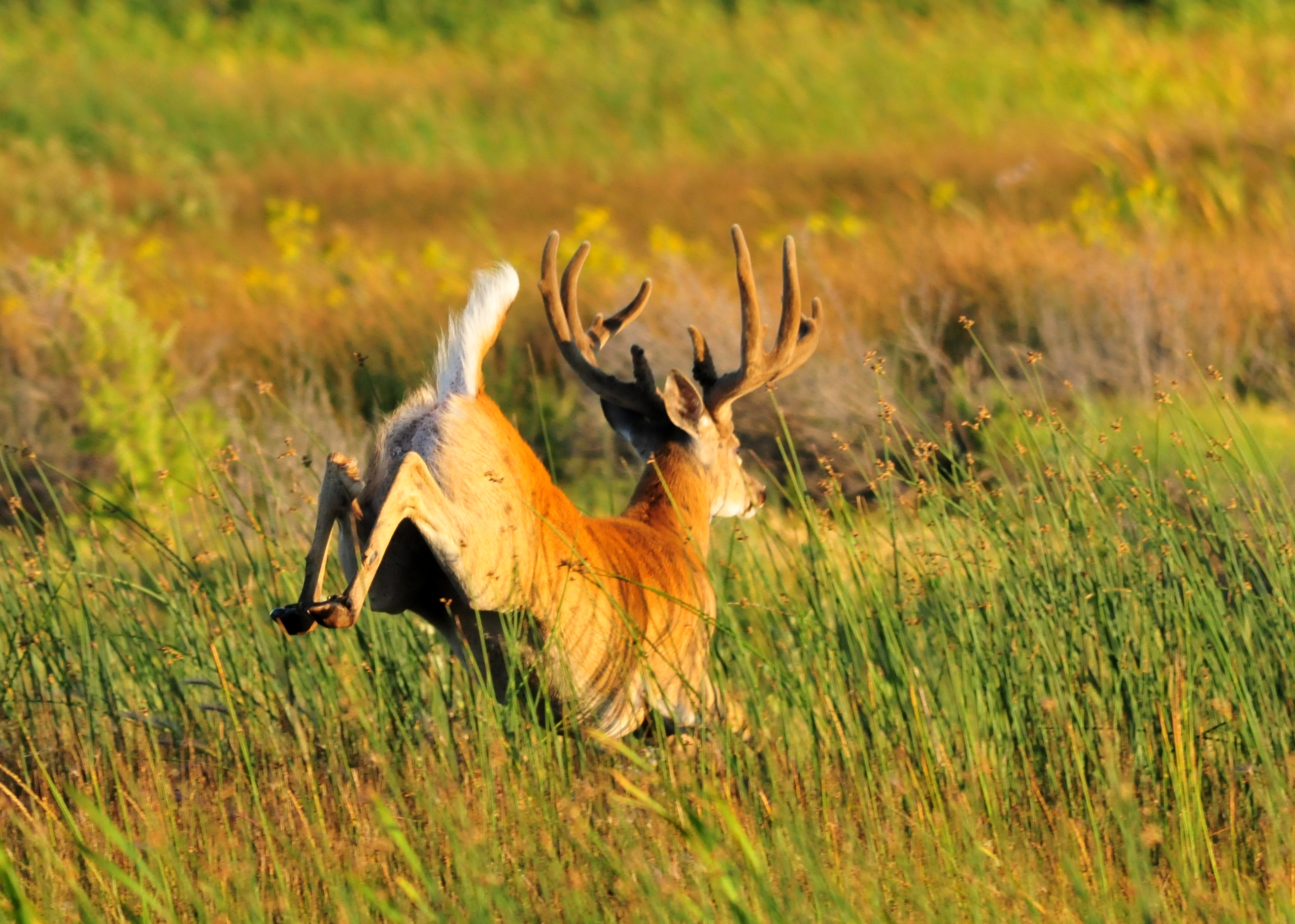